# Исследовательский реактор ИРТ-Т
ИРТ-Т — исследовательский реактор Томского политехнического университета (ТПУ). Реактор бассейнового типа мощностью 6 МВт. Запущен в 1967 году, неоднократно модернизировался.
Включён в перечень уникальных научных установок страны. До 2025 года (пуск ИРТ МИФИ) оставался единственным действующим вузовским реактором в России. Это образовательный, исследовательский и производственный центр. В год здесь проводится больше 3000 экспериментов, проходят обучение более 450 студентов из России и других государств.
Ключевые исследовательские и технологические направления работы реактора — изотопное конструирование, ядерная медицина, нейтрон-активационный анализ, радиационные и ресурсные испытания приборов.

## История
Реактор ТПУ относится к типовым исследовательским реакторам и входит в целую плеяду реакторов, построенных в СССР в 1950-е и 1960-е годы. Строительство томского реактора началось в 1959 году и завершилось через восемь лет. Одновременно рядом с реакторной площадкой построен посёлок Спутник — для сотрудников и обслуживающего персонала.
Физический пуск реактора состоялся 22 июля 1967 года. Тогда мощность реактора была равна 1 МВт. Пуск провела бригада из Института атомной энергии имени И. В. Курчатова. За первый год эксплуатации мощность реактора довели до 2 МВт. На реакторе начали проводить исследования по нейтронно-активационному анализу, ядерной биологии, медицине, радиофизические исследования материалов, работы с полупроводниками.
Через 10 лет с начала работы, в 1977 году, реактор остановили для реконструкции. Причина — прогрессирующая коррозия алюминиевой оболочки бака реактора и алюминиевых теплообменников. Для реактора смонтировали новый бак из стали и изменили схему охлаждения активной зоны. Последнее позволило увеличить мощность реактора в три раза — до 6 МВт.
Реконструированный реактор запустили вновь в 1984 году. После первой модернизации реактор стал ещё активнее развиваться как исследовательский и образовательный центр. Росло число сотрудников, студентов, научных направлений. В конце 1980-х на реакторе появилась установка для ядерного легирования кремния, начались исследования в области радиофармпрепаратов. В конце 1990-х здесь развернулось производство изотопов для онкологических клиник Сибири.
В 2005 году на реакторе модернизировали систему управления и защиты. Ровно за 100 суток была смонтирована новая система, в декабре 2005 года реактор был подготовлен к энергетическому пуску. Тогда же была заменена система контроля технологических параметров.
С 2014 по 2016 год на реакторе шла серьёзная модернизация и обследование всех систем, важных для безопасной эксплуатации реактора. Были модернизированы линии легирования кремния, производства радиофармпрепаратов, линия для испытания материалов под воздействием мощных потоков нейтронов и гамма-излучения, в том числе при криогенных температурах, появились дополнительные экспериментальные каналы. Появилась линия по производству фосфора-32, начали нарабатывать лютеций-177. Эта модернизация позволила продлить срок эксплуатации реактора до 2035 года.
С 2015 года в ТПУ открыты успешные международные программы в области ядерных технологий. В первом наборе были студенты из Египта, Ганы, Нигерии, Индии, Китая. Сегодня все они работают в атомной отрасли в своих странах. В этом же году ТПУ запустил процесс получения разрешения иностранцам обучаться непосредственно на реакторе, вся процедура заняла 1,5 года. И уже иностранцы набора 2016 года начали учиться на ИРТ-Т. Сейчас иностранцы здесь изучают не только управление реактором, но и технологии для ядерной медицины, производство радиофармпрепаратов. Среди российских работающих реакторов только в Томске, на реакторе ТПУ, могут проходить обучение иностранные граждане.
В 2018 году начались работы по созданию цифрового двойника реактора. Был разработан модуль виртуального тренажёра для студентов, чтобы они могли дистанционно выполнять лабораторные работы и ещё лучше изучить работу реактора.
В 2019—2020 году на реакторе прошла серьёзная модернизация научного оборудования. Здесь появились или были значительно улучшены экспериментальный автоматизированный комплекс для легирования полупроводниковых материалов, многофункциональный комплекс облучения мишенных образцов на выведенных нейтронных пучках, устройство генерации когерентного гамма-излучения, установка для исследования взаимодействия ядерных материалов с химически активными газами, цифровой спектрометрический комплекс позитронной спектроскопии, комплекс наработки технических и медицинских изотопов, комплекс по созданию радиофармацевтических препаратов.
В 2021 году ТПУ продлил лицензию на право эксплуатации своего исследовательского ядерного реактора на 10 лет. Это самый долгий срок единоразового продления лицензии за всю историю работы реактора.

## Технические характеристики
- Мощность — 6 МВт
- Реактор бассейнового типа
- Бак из нержавеющей стали глубиной 8 м
- Активная зона расположена в бассейне под водой на глубине 6,5 м. Бассейн окружён бетоном, выполняющим роль биологической защиты
- Отражатель нейтронов — металлический бериллий
- Теплоноситель — деминерализованная вода, выполняет роль теплоносителя, замедлителя и биологической защиты
- Обогащение топлива по урану-235 — 90 %
- Плотность потока тепловых нейтронов — 2,0∙1014 н/(см2∙с)
- Плотность потока быстрых нейтронов — 2,0∙1013 н/(см2∙с)
- Среднее время работы на мощности в год — 3200 часов, максимальное — 3600
- Горизонтальные каналы — 10 шт.
- Вертикальные каналы — 14 шт.
- Каналы в бериллиевой ловушке — 4 шт.
- Специализированный канал для радиационных испытаний 180 мм — 1 шт.

## Исследования на реакторе

#### Изотопное конструирование
На реакторе налажена линия по ядерному легированию кремния для использования в электронике. Сейчас ТПУ легирует кремний для всех российских производителей полупроводниковой продукции, а также для ряда зарубежных заказчиков. Это почти 5 % от всего объёма ядерно-легированного кремния в мире. В 2022 году на реакторе планируется открыть первый в России комплекс для легирования кремния диаметром более 200 миллиметров. Таких комплексов всего несколько в мире.
Ещё одно приложение изотопного конструирования на реакторе — окраска драгоценных и полудрагоценных камней, например, топазов. У ТПУ есть собственная технология окрашивания топазов в небесно-голубые цвета. Проектная мощность позволяет получать 1-1,5 тонны голубых кристаллов в год.

#### Ядерная медицина

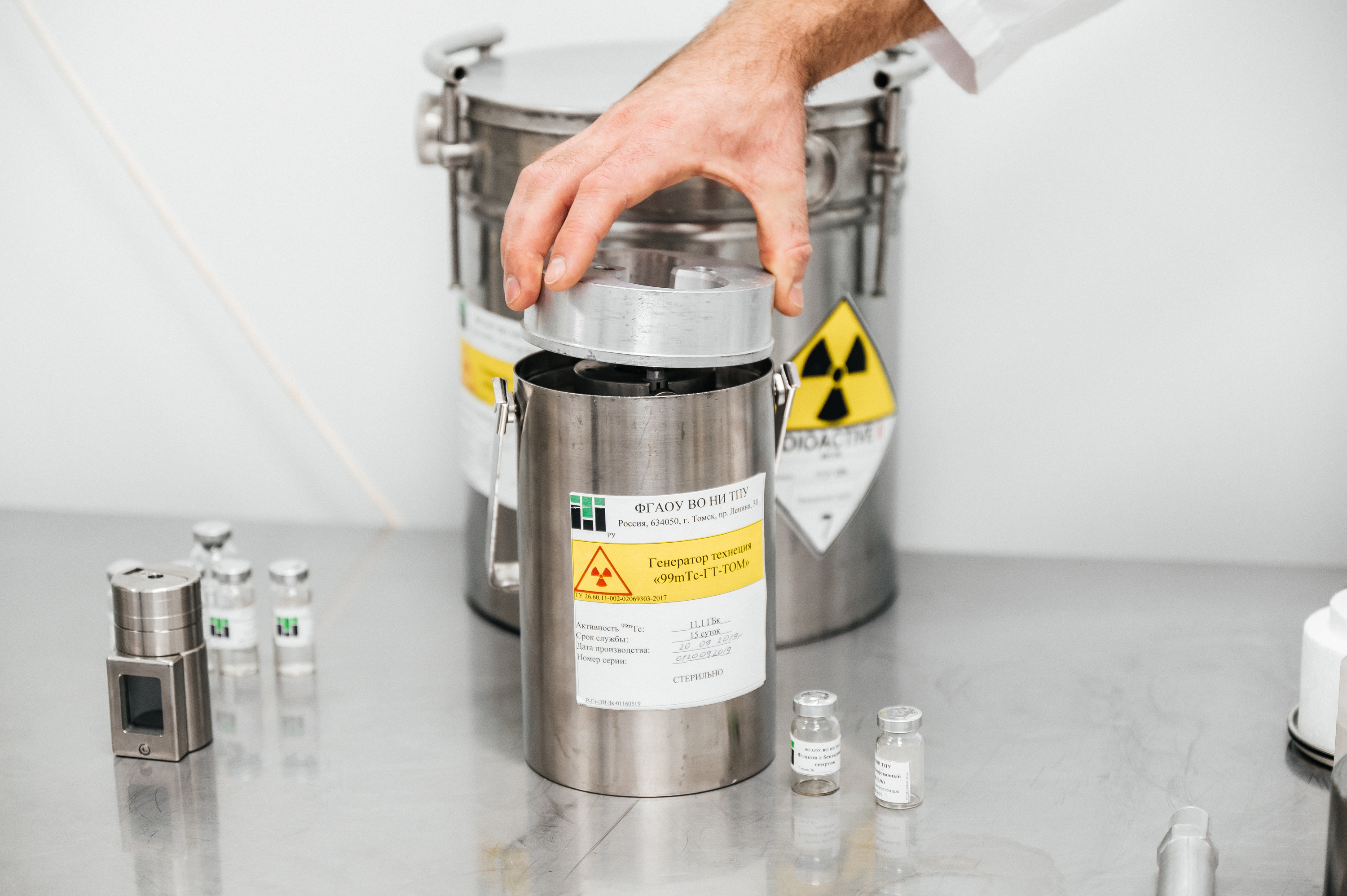

Томский политех является одним из ведущих российских центров разработки и производства радиофармпрепаратов для диагностики и лечения онкологических заболеваний. На базе реактора получают диагностический изотоп технеций-99 м. ТПУ обеспечивает потребности в этом элементе клиник Сибири и Дальнего Востока. На базе реактора действует единственное в России производство фосфора-32; разработаны собственные технологии получения лютеция-177, иридия-192, вольфрама-188, рения-188, итрия-90 и других изотопов. После последней модернизации на реакторе появилось необходимое оборудование для проведения исследований в области нейтронно-захватной терапии — это перспективная методика лечения злокачественных опухолей.

#### Нейтрон-активационный анализ (НАА)
Это ядерный процесс, используемый для определения концентрации элементов или изотопов в образцах самых разных материалов. На реакторе ТПУ проводится элементный анализ геологических, биологических, медицинских и других образцов. Научная лаборатория изотопного анализа и технологий реактора аккредитована в Росаккредитации и имеет аттестат, подтверждающий качество измерения количественного определения элементов методом НАА.

#### Радиационные и ресурсные испытания приборов
На реакторе проводятся испытания, в процессе которых изучается поведение различных приборов в радиационной среде. Для этого создаются условия, в которых они эксплуатируются.

## Образование
Здесь проходят занятия у студентов Томского политехнического университета из разных стран, изучающих управление, проектирование атомных станций, ядерную безопасность, нераспространение ядерных материалов, ядерную медицину, в том числе производство радиофармпрепаратов.
На площадке реактора ТПУ проходит международный курс повышения квалификации для научно-педагогических сотрудников и руководящего состава организаций из зарубежных стран-партнёров госкорпорации «Росатом».

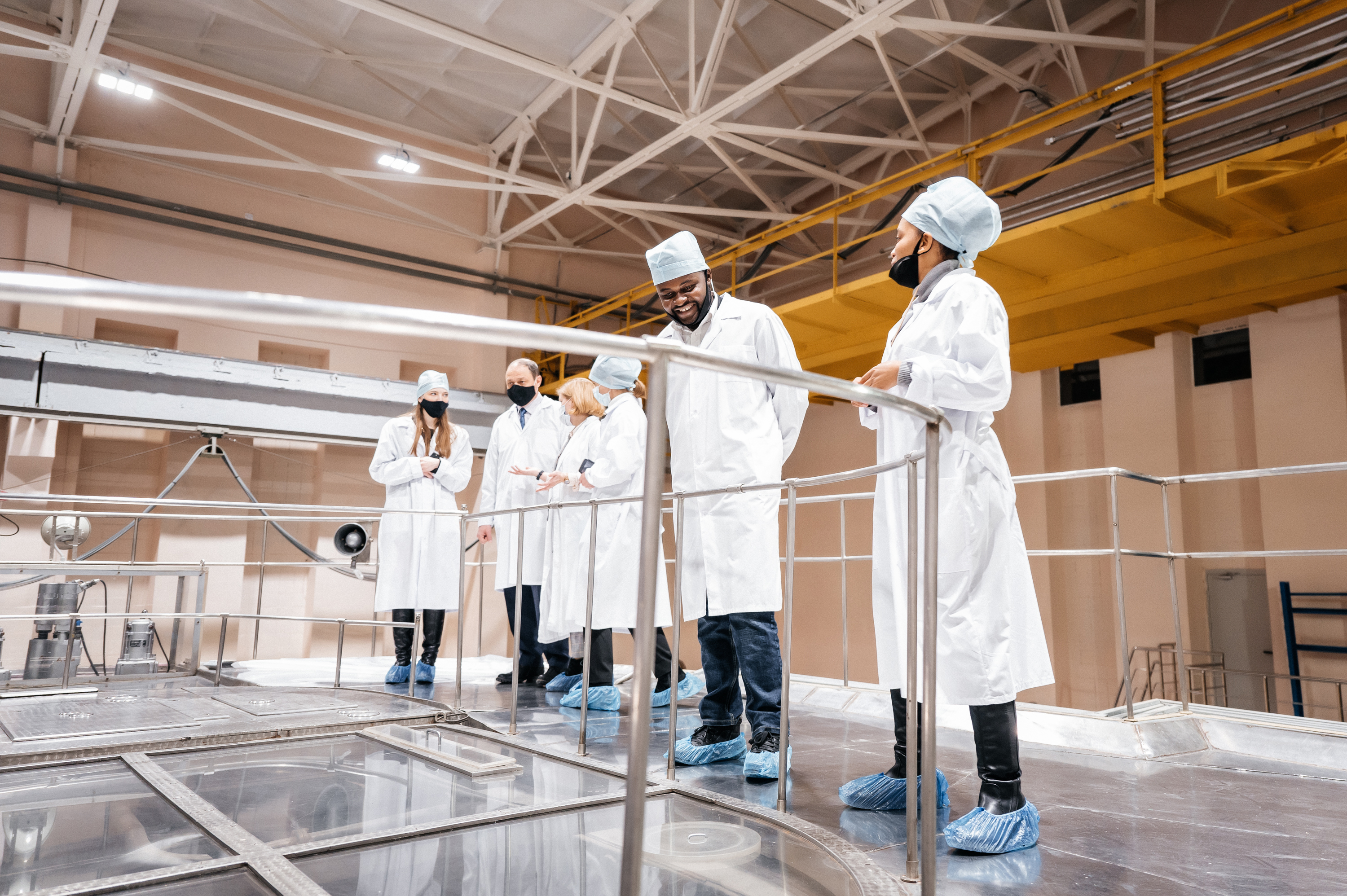

В год обучение на реакторе проходят около 450 студентов, ещё около 800 школьников посещают реактор с экскурсиями.